# Estação SU St. Kliment Ohridski

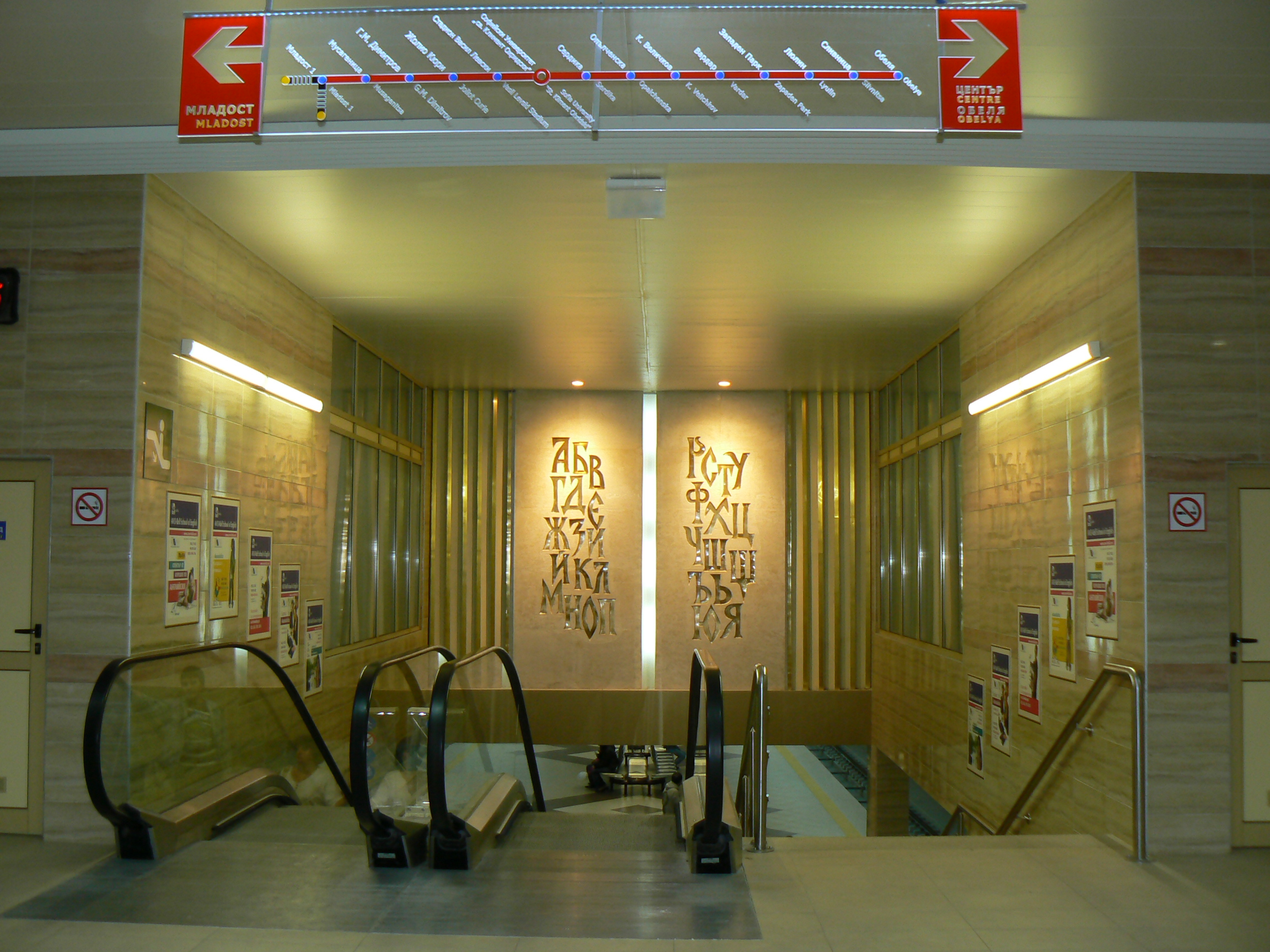
Escadas rolantes na Estação St. Kliment Ohridski do Metropolitano de Sófia.

A Estação Sofia University St. Kliment Ohridski é uma estação da linha principal do Metropolitano de Sófia, na Bulgária. A estação, que entrou em operação em setembro de 2009, é precedida pela Estação Serdika e sucedida pela Estação Estádio Vasil Levski, no sentido Obelya-Mladost 1.